# Sugiwaras
Sugiwaras is een bestuurslaag in het regentschap Musi Banyuasin van de provincie Zuid-Sumatra, Indonesië. Sugiwaras telt 958 inwoners (volkstelling 2010).